# Стеван Глоговац (лекар)
Др Стеван Глоговац (Врњачка Бања, 1959)  магистар је науке, интерниста нефролог, истакнути лекар са подручја Јабланичког округа који је дао изузетан допринос у својој области.
Примаријус доктор Стеван Глоговац рођен је у Габрову 1959. године. Медицински факултет завршио је у Нишу 1983. године и на истом факултету положио специјалистички испит из интерне медицине 1996. године. Завршио је школу дијализе и трансплантације на клиникама „Јосиф Кајфеш и Ребро" у Загребу 1985. У сталном је радном односу у здравственом центру Лесковац од 1985. године. Био је и шеф Хемодијализе од 1989. до 1990. године. Звање примаријус стекао је 2002. године. Аутор је научних радова из области нефрологије у учесник међународних научних конференција.